# Алборан
Алборан је мало острво у Алборанском мору, на крајњем западу Медитерана, које припада Шпанији. Алборан има површину од 0,0712 km² и надморску висину до 15 м. Изграђено је од вулканских стена и прекривено гуаном.
Налази се између Шпаније и Марока, а шпански је посед од 1540, када је острво преузето од туниског гусара Ал Боранија у Алборанској бици. На острву се налази мали гарнизон шпанске морнарице и аутоматизовани светионик. Станиште је веома ретке средоземне морске медведице.